# Калогер Сицилийский
Кало́гер (лат. Calogerus), или Кало́гер Сицили́йский (итал. Calogero di Sicilia,  466, Халкидон, Стамбул — 18 июня 561, Шакка, Сицилия) — святой Римско-католической церкви, монах, отшельник, чудотворец, небесный покровитель города Агридженто на Сицилии в Италии.

## Биография
Святой Калогер — греческий отшельник и миссионер, анахорет, был пострижен папой Римским. Он прожил более трёх десятилетий неподалёку от Джирдженти (Girgenti), Сицилия. Также сообщается о его миссионерской деятельности на островах Липари.
Литургическая память ему совершается 18 июня.
Святой Калогер почитается также православными.